# Межиріцька сільська рада (Павлоградський район)
| Межиріцька сільська рада — орган місцевого самоврядування у Павлоградському районі Дніпропетровської області з адміністративним центром у с. Межиріч. Сільській раді підпорядковані населені пункти: - с. Межиріч - с. Домаха - с. Дачне - с-ще Новоселівське - с. Оженківка - с. Червона Нива |

## Склад ради
Рада складається з 24 депутатів та голови.

## Керівний склад сільської ради
| ПІБ                          | Основні відомості                                                                        | Дата обрання | Дата звільнення |
| ---------------------------- | ---------------------------------------------------------------------------------------- | ------------ | --------------- |
| Плугін Володимир Миколайович | Сільський голова, 1964 року народження, освіта, член Політичної партії «Трудова Україна» | 26.03.2006   | 31.10.2010      |
| Чумак Тетяна Вікторівна      | Сільський голова, 1963 року народження, освіта вища, член Партії регіонів                | 31.10.2010   |                 |

Примітка: таблиця складена за даними джерела